# CODE24
CODE24 bezeichnet ein abgeschlossenes Förderprojekt der EU, mit dem 2010 bis 2015 die Verkehrsachse vom Nordseehafen Rotterdam zum Mittelmeer-Hafen Genua entlang der transeuropäischen Eisenbahnverbindung (TEN-T) mit der Nummer „24“ verbessert und entwickelt wurde. CODE24 förderte auch die wirtschaftliche Entwicklung und berücksichtigte die Raumentwicklung der Region. Das Projekt wurde als eines von insgesamt 30 Verkehrsprojekten im Rahmen von Interreg IVB NWE, der „Auflage IV b des EU-Förderprogramms INTERREG für Nordwest-Europa“ genehmigt. Das Gesamtbudget betrug 6.696.755 Euro.
Über den Verkehrskorridor 24 sollen etwa die Hälfte des europäischen Nord-Süd-Schienengüterverkehrs, etwa 700 Mio. Tonnen jährlich, über Rotterdam/Antwerpen-Duisburg−Basel−Lyon/Genua quer durch die Niederlande, Deutschland, Schweiz und Italien transportiert werden. Eine erhebliche Zunahme des Gütervolumens wurde zusätzlich für etwa 2017 im Zuge der Öffnung des Lötschberg-Basistunnels und des Gotthard-Basistunnels erwartet. Mit CODE24 sollte daher die Transportkapazität für den Güter-, aber auch für den Personenverkehr erhöht werden.
Das Projekt bezog nicht nur Behörden aller Ebenen mit ein, sondern auch Wirtschaftsunternehmen aller Größen, Sozialpartner und andere Einrichtungen (wie z. B. Nichtregierungsorganisationen, Hochschulen, Forschungseinrichtungen usw.). Die Ergebnisse sollten einer breiten Öffentlichkeit bekannt gemacht werden.
Das zeitlich unbegrenzte Nachfolgeprojekt ist die im April 2015 gegründete Interregional Alliance for the Rhine-Alpine Corridor EGTC. Diese EVTZ fördert länderübergreifende Projekte mit den Schwerpunkten Infrastruktur und Lärmschutz von der Rheinmündung bis zu den Alpen.